# CA004
EXILIMケータイ CA004（エクシリムケータイ シーエーゼロゼロヨン）は、カシオ計算機およびカシオ日立モバイルコミュニケーションズ（現・日本電気(NEC)）が日本国内向けに開発した、auブランドを展開するKDDI および沖縄セルラー電話のCDMA 1X WINの携帯電話である。

## 特徴
- W63CAのリファイン版にあたる機種で、利用できる機能と各サービス、端末本体の内部基板に関してはW63CAにほぼ準拠しており、今回は同時発表された同シリーズのハイエンド機にあたるCA003の普及版（廉価版）としてほぼ位置付けられコストパフォーマンスに秀でている。また、W63CA同様プラットフォームにKCP+を採用しているが、既存のG'zOne W62CAをベースとした2009年夏モデルのG'zOne CA002同様、動作が幾分改善されている。

- ちなみに同キャリア向けのKCP+に対応した2009年冬モデル中、唯一「着うたフルプラス」に非対応となっている。

## 沿革
- 2009年8月20日 - 電気通信端末機器審査協会（JATE）通過。
- 2009年10月19日 - KDDI、およびカシオ計算機より公式発表。
- 2009年11月14日 - 関東・沖縄地区にて先行発売[1]。
- 2009年11月20日 - 北海道・北陸・関西地区にて発売。
- 2009年11月21日 - 上記以外の残りの地区にて発売。
- 2010年6月末 - 販売終了。
- 2022年3月31日 - auの3Gサービス（CDMA 1X WIN）の終了・停波により当端末は利用不可となる。

## 主な機能・対応サービス
| 主な機能・対応サービス                                                                  | 主な機能・対応サービス                                           | 主な機能・対応サービス                                       | 主な機能・対応サービス                                        |
| --------------------------------------------------------------------------------------- | ---------------------------------------------------------------- | ------------------------------------------------------------ | ------------------------------------------------------------- |
| LISMO! (着うたフル) (着うたフルプラス) (LISMOビデオクリップ) (LISMO Video) (LISMO Book) | EZケータイアレンジ                                               | バーコードリーダー&メーカー                                  | PCサイトビューアー                                            |
| au BOX                                                                                  | ワイヤレスミュージック                                           | au Smart Sports Run & Walk Karada Manager カロリーカウンター | EZナビウォーク 3D・声de入力対応                               |
| EZ助手席ナビ                                                                            | 安心ナビ                                                         | 災害時ナビ                                                   | ナカチェン                                                    |
| EZアプリ FullGame! Bluetooth対戦                                                        | EZアプリ(BREW)                                                   | オープンアプリプレイヤー                                     | PCドキュメントビューアー                                      |
| アレンジメニュー                                                                        | au oneガジェット マルチプレイウィンドゥ クイックアクセスメニュー | じぶん銀行アプリ                                             | EZ・FM                                                        |
| EZチャンネル EZチャンネルプラス EZニュースフラッシュ EZニュースEX （EZweb版のみ対応）   | Touch Message                                                    | EZFeliCa                                                     | ケータイ de PCメール                                          |
| デコレーションメール 絵しゃべりメール ラッピングメール                                  | デコレーションアニメ                                             | au one メール                                                | 緊急通報位置通知                                              |
| ワンセグ                                                                                | グローバルパスポート (CDMA)                                      | 赤外線通信 (irSimple) 無線LAN機能 (Wi-Fi WIN)                | Bluetooth auフェムトセル (別途、ケータイアップデートにて対応) |

## 新機能の追加
2010年6月30日に以下新機能の追加がケータイアップデートにより行われた。
- 宅内用小型基地局「auフェムトセル」に対応した。

## 注
1. ↑  当初は10月30日に関東地区、沖縄地区で、11月6日に残りの地区でそれぞれ発売されるというアナウンスがされたが、CA003同様、有機ELディスプレイの表示不良が発生する携帯電話が一部混入していたことが判明したことから、確認作業を行うための理由のため上記の通り発売予定日を変更した。
2. ↑  
ケータイアップデートのお知らせ - KDDI（2010年6月30日）